# Dokham

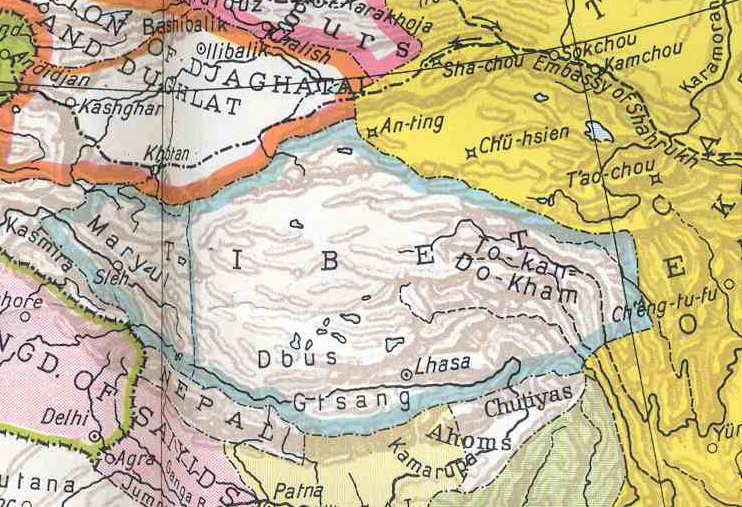
Le Do-Kham en 1415, d'après une carte allemande de 1935, à côté de l'empire de la dynastie Ming en jaune.

Le Dokham (tibétain : མདོ་ཁམས, Wylie : mdo khams, THL : dokham), parfois écrit Do-Kham, est un terme qui désigne conjointement les deux régions du Tibet oriental de l'Amdo et du Kham.
La conception dominante chez les Tibétains en exil d'une division du Tibet en trois régions que seraient l'Ü-Tsang, l'Amdo et le Kham est relativement récente. Au milieu du XVIIe siècle, les trois divisions étaient le Ngari Korsum, l'Ü-Tsang et le Dokham (comprenant l'Amdo et le Kham).

## Description
La région est traversées par différents cours d'eau dont les Salween, Mékong, Yangtse et Yalong.
Dans la culture géographique traditionnelle tibétaine, le Tibet est divisé en trois régions, le Tibet occidental ou Tibet septentrional appelé Ngari Korsum (tibétain : མངའ་རི་སྐོར་གསུམ, Wylie : mnga' ri skor gsum, THL : ngari korsum), l'aire central du Tibet-Tsang Ü-Tsang (tibétain : བར་དབུས་གཙང་རུ་བཞི, Wylie : bar dbus gtsang ru bzhi, THL : bar ütsang ru shyi), incluant les vallées et villes de Lhassa, Yarlung, Shigatsé et Gyantsé, et enfin le Tibet oriental et méridional, le Dokham (tibétain : སྨད་མདོ་ཁམས་སྒང་དྲུག, Wylie : smad mdo kham sgang drug, THL : mé dokham gang druk), composé de l'Amdo et du Kham).

## Histoire
Une région au nom similaire est décrite comme une des cornes orientales de l'Empire tibétain (629 – 877).
Selon l'« Histoire des Ming », écrit sous la dynastie Qing, c'est une région sous le contrôle de la commanderie itinérante du Dokham (朵甘衛都指揮使司), sous la dynastie Ming (1368 – 1644),